# I liga argentyńska w piłce nożnej (2002/2003)
Mistrzem Argentyny turnieju Apertura w sezonie 2002/2003 został Independiente, natomiast wicemistrzem Argentyny turnieju Apertura został Boca Juniors. Mistrzostwo Argentyny turnieju Clausura w sezonie 2002/2003 zdobył River Plate, natomiast wicemistrzem Argentyny turnieju Clausura został Boca Juniors.
O tym, które zespoły zagrają w międzynarodowych pucharach zadecydowała sumaryczna tabela łącząca wyniki turniejów Apertura i Clausura. Do Copa Libertadores w roku 2004 zakwalifikowały się następujące kluby:
- Boca Juniors
- Independiente
- River Plate
- CA Vélez Sarsfield
- Rosario Central

Do Copa Sudamericana w roku 2003 zakwalifikowało się siedem klubów:
- San Lorenzo de Almagro
- River Plate
- Boca Juniors
- CA Vélez Sarsfield
- Rosario Central
- Independiente
- CA Colón

Tabela spadkowa zadecydowała o tym, które kluby spadną do drugiej ligi (Primera B Nacional Argentina), a które będą miały szanse obronić swój byt pierwszoligowy w barażach. Bezpośrednio spadły kluby, które w tabeli spadkowej zajęły dwa ostatnie miejsca – Unión Santa Fe i CA Huracán. Na ich miejsce awansowały dwie najlepsze drużyny z drugiej ligi – CA Argentino de Quilmes i Atlético Rafaela. Mecze barażowe musiały stoczyć Talleres Córdoba i Nueva Chicago Buenos Aires. Oba zespoły wygrały baraże i utrzymały się w pierwszej lidze.

## Torneo Apertura 2002/03

### Apertura 1
| Data          | Mecz |
| ------------- | --- |
| 26 lipca 2002 | Rosario Central – San Lorenzo de Almagro 1:0 César Fabián Delgado 88                                                        |
| 27 lipca 2002 | Estudiantes La Plata – CA Colón 1:1 Hugo Pavone 36 – César Andrés Carignano 50                                              |
| 27 lipca 2002 | Independiente – Lanús 2:0 Andrés Silvera 88, Juan Eluchans 91                                                               |
| 28 lipca 2002 | River Plate – Newell’s Old Boys 0:0                                                                                         |
| 28 lipca 2002 | Unión Santa Fe – Banfield 0:0                                                                                               |
| 28 lipca 2002 | Arsenal Sarandí – Olimpo Bahía Blanca 1:0 Mauricio Hugo Piersimone 24                                                       |
| 28 lipca 2002 | Talleres Córdoba – Gimnasia y Esgrima La Plata 0:0                                                                          |
| 28 lipca 2002 | Huracán – Racing Club 1:3 Claudio Úbeda 72s – Claudio Úbeda 24, Carlos Maximiliano Estévez 51, Guillermo Daniel Rivarola 63 |
| 28 lipca 2002 | Nueva Chicago – Boca Juniors 0:0                                                                                            |
| 30 lipca 2002 | Chacarita Juniors – Vélez Sarsfield 0:0                                                                                     |

### Apertura 2
| Data            | Mecz |
| --------------- | --- |
| 2 sierpnia 2002 | Racing Club – Arsenal Sarandí 1:1 Adrián Jesús Bastía 69 – Mauricio Hugo Piersimone 68                                                          |
| 3 sierpnia 2002 | San Lorenzo de Almagro – Nueva Chicago 1:0 Alberto Acosta 57                                                                                    |
| 3 sierpnia 2002 | Newell’s Old Boys – Huracán 1:0 Gastón Ricardo Liendo 91                                                                                        |
| 4 sierpnia 2002 | Banfield – Estudiantes La Plata 0:0 |
| 4 sierpnia 2002 | Lanús – Rosario Central 1:6 Leonardo Rodríguez 24 – Paulo Ferrari 14, 32, Daniel Quinteros 57, 79, Luciano Figueroa 65, César Fabián Delgado 86 |
| 4 sierpnia 2002 | Gimnasia y Esgrima La Plata – Independiente 1:1 Gonzalo Choy González 90 – Federico Hernán Domínguez 26                                         |
| 4 sierpnia 2002 | CA Colón – Chacarita Juniors 3:1 Jorge Daniel Martínez 2, César Andrés Carignano 27, 89 – Mariano Mignini 14                                    |
| 4 sierpnia 2002 | Vélez Sarsfield – River Plate 0:1 Damián Álvarez 34                                                                                             |
| 4 sierpnia 2002 | Boca Juniors – Unión Santa Fe 3:0 Ezequiel González 10, Carlos Tévez 57, Héctor Bracamonte 61                                                   |
| 6 sierpnia 2002 | Olimpo Bahía Blanca – Talleres Córdoba 0:0 |

### Apertura 3
| Data             | Mecz |
| ---------------- | --- |
| 6 sierpnia 2002  | Banfield – Boca Juniors 0:1 Sebastián Battaglia 40 |
| 9 sierpnia 2002  | Unión Santa Fe – San Lorenzo de Almagro 3:1 Rubén Óscar Capria 32k, Fernando Martín Pérezlindo 47, 75 – Gonzalo Rodríguez 56                                                                                            |
| 10 sierpnia 2002 | Huracán – Vélez Sarsfield 0:4 Emiliano Ariel Dudar 4, Roberto Nanni 45k, Leandro Gracián 70, Darío Fernando Husaín 86                                                                                                   |
| 10 sierpnia 2002 | Independiente – Olimpo Bahía Blanca 3:1 Diego Castagno Suárez 41, Federico Insúa 62, Federico Hernán Domínguez 70 – Leonardo Nicolás Díaz 12s                                                                           |
| 11 sierpnia 2002 | Arsenal Sarandí – Newell’s Old Boys 1:2 Silvio Augusto González 35 – Guillermo Marino 50, Leonardo Ponzio 78 |
| 11 sierpnia 2002 | Estudiantes La Plata – Chacarita Juniors 0:1 Miguel Ángel Sebastián Romero 58 |
| 11 sierpnia 2002 | Rosario Central – Gimnasia y Esgrima La Plata 5:2 Marcelo Goux 24s, Paulo Ferrari 59k, Martín Roberto Mandra 73, César Fabián Delgado 87, Gustavo Barros Schelotto 95 – Andrés David Madrid 5, Matías Sebastián Arce 72 |
| 11 sierpnia 2002 | Nueva Chicago – Lanús 1:0 Jonathan Santana 19 |
| 11 sierpnia 2002 | Talleres Córdoba – Racing Club 2:0 Lucas Roberto Rimoldi 53, Germán Real 85 |
| 11 sierpnia 2002 | River Plate – CA Colón 1:0 Maxi López 33 |

### Apertura 4
| Data             | Mecz |
| ---------------- | --- |
| 16 sierpnia 2002 | Vélez Sarsfield – Arsenal Sarandí 1:0 Roberto Nanni 15 |
| 17 sierpnia 2002 | Lanús – Unión Santa Fe 0:0 |
| 17 sierpnia 2002 | CA Colón – Huracán 2:2 César Andrés Carignano 65, Darío Alberto Gigena 91 – Alberto Javier Godoy 39, Juan Carlos Padra 76                                          |
| 17 sierpnia 2002 | San Lorenzo de Almagro – Banfield 2:1 Alberto Acosta 60, Nicolás Frutos 92 – Daniel Bilos 76                                                                       |
| 18 sierpnia 2002 | Boca Juniors – Estudiantes La Plata 3:1 Sebastián Battaglia 56, Marcelo Delgado 58, Héctor Bracamonte 83 – Ezequiel Maggiolo 81                                    |
| 18 sierpnia 2002 | Newell’s Old Boys – Talleres Córdoba 4:1 Mauro Rosales 16, Lisandro Sacripanti 49, Carlos Federico Lagorio 82, Gustavo Ariel Rodas 93 – Jorge Roberto Quinteros 36 |
| 18 sierpnia 2002 | Gimnasia y Esgrima La Plata – Nueva Chicago 1:0 Claudio Enría 68                                                                                                   |
| 18 sierpnia 2002 | Olimpo Bahía Blanca – Rosario Central 2:0 Hernán Esteban Medina 11, Juan Alejandro Abaurre 17                                                                      |
| 18 sierpnia 2002 | Chacarita Juniors – River Plate 1:2 Gabriel Hernán Cela Ruggieri 90 – Alejandro Domínguez 62, Nelson Cuevas 80                                                     |
| 19 sierpnia 2002 | Racing Club – Independiente 1:4 Sebastián Ariel Romero 22 – Leonel Ríos 15, Andrés Silvera 44, Daniel Montenegro 76, 83                                            |

### Apertura 5
| Data                | Mecz |
| ------------------- | --- |
| 23 sierpnia 2002    | Huracán – Chacarita Juniors 0:1 Miguel Ángel Sebastián Romero 34                                                                                                 |
| 24 sierpnia 2002    | Talleres Córdoba – Vélez Sarsfield 0:2 Roberto Nanni 73, Lucas Valdemarín 87                                                                                     |
| 24 sierpnia 2002    | Independiente – Newell’s Old Boys 1:1 Federico Hernán Domínguez 54 – Mauro Rosales 39                                                                            |
| 25 sierpnia 2002    | Estudiantes La Plata – River Plate 0:6 Alejandro Domínguez 6, Luis González 17, Esteban Fuertes 24, 33, Eduardo Germán Coudet 27, Pablo Javier Quatrocchi 55s    |
| 25 sierpnia 2002    | Banfield – Lanús mecz przerwany w 8 minucie przy stanie 0:0 dokończony został 2 października 2002                                                                |
| 25 sierpnia 2002    | Arsenal Sarandí – CA Colón 2:3 Alcides Victorio Píccoli 29s, Gustavo Héctor Grondona 80 – César Andrés Carignano 18, Ariel Gustavo Pereyra 57, Javier Delgado 78 |
| 25 sierpnia 2002    | Rosario Central – Racing Club 4:0 Paulo Ferrari 35k, Luciano de Bruno 45, César Fabián Delgado 61, Luciano Figueroa 77                                           |
| 25 sierpnia 2002    | Nueva Chicago – Olimpo Bahía Blanca 2:2 Jonathan Santana 34, Daniel Tilger 76 – Silvio Carrario 65, Héctor Augusto González 83                                   |
| 25 sierpnia 2002    | Unión Santa Fe – Gimnasia y Esgrima La Plata 2:1 Pablo Eduardo Islas 65, Rubén Óscar Capria 72k – Claudio Enría 17                                               |
| 25 sierpnia 2002    | Boca Juniors – San Lorenzo de Almagro 2:2 Carlos Tévez 26, 37 – José Chatruc 1, Leandro Romagnoli 23                                                             |
| 2 października 2002 | Banfield – Lanús 1:1 Jorge Cervera – Ignacio Risso dokończono pozostałe 82 minuty z dnia 25 sierpnia 2002                                                        |

### Apertura 6
| Data                 | Mecz |
| -------------------- | --- |
| 31 sierpnia 2002     | San Lorenzo de Almagro – Estudiantes La Plata 3:1 Sebastián Saja 47k, Alberto Acosta 57, Nicolás Frutos 77 – Cristian Rodrigo Zurita 69s                  |
| 31 sierpnia 2002     | Gimnasia y Esgrima La Plata – Banfield 0:1 Iván Moreno y Fabianesi 32                                                                                     |
| 1 września 2002      | Newell’s Old Boys – Rosario Central 0:2 Luciano Figueroa 40, Gustavo Alejandro Arriola 86                                                                 |
| 1 września 2002      | River Plate – Huracán 1:2 Alejandro Domínguez 82 – Ramón Pedro Ortiz 26, Juan Carlos Padra 79                                                             |
| 1 września 2002      | Olimpo Bahía Blanca – Unión Santa Fe 2:3 Silvio Carrario 42, Norberto Antonio Fernández 82s – Roberto Enrique Silva 41, 51, Norberto Antonio Fernández 62 |
| 1 września 2002      | Chacarita Juniors – Arsenal Sarandí 0:1 Javier Damián Morales 7                                                                                           |
| 1 września 2002      | CA Colón – Talleres Córdoba 0:0 |
| 1 września 2002      | Vélez Sarsfield – Independiente 1:2 Roberto Nanni 58 – Andrés Silvera 2, Hernán Franco 82                                                                 |
| 1 września 2002      | Lanús – Boca Juniors 1:0 Leonardo Rodríguez 24k |
| 16 października 2002 | Racing Club – Nueva Chicago 3:0 Diego Milito 7, 66, Nicolás Pavlovich 31                                                                                  |

### Apertura 7
| Data            | Mecz |
| --------------- | --- |
| 6 września 2002 | Independiente – CA Colón 7:1 Javier Delgado 14s, Daniel Montenegro 18, Andrés Silvera 44, 67, 89, Leonel Ríos 50, Emanuel Rivas 73 – Martín Romagnoli 78 |
| 7 września 2002 | Unión Santa Fe – Racing Club 1:1 Roberto Enrique Silva 9 – Guillermo Daniel Rivarola 71                                                                  |
| 7 września 2002 | Rosario Central – Vélez Sarsfield 1:1 Paulo Ferrari 17k – Lucas Valdemarín 51                                                                            |
| 8 września 2002 | Banfield – Olimpo Bahía Blanca 2:2 Daniel Bilos 25, José Luis Sánchez 55k – Silvio Carrario 13, Cristian Tavio 65                                        |
| 8 września 2002 | Boca Juniors – Gimnasia y Esgrima La Plata 2:0 Héctor Bracamonte 42, 52                                                                                  |
| 8 września 2002 | San Lorenzo de Almagro – Lanús 1:1 Nicolás Frutos 32 – Ignacio Risso 40                                                                                  |
| 8 września 2002 | Estudiantes La Plata – Huracán 2:1 Ezequiel Maggiolo 45, Ernesto Farías 55 – Cristián Gastón Zermattén 47                                                |
| 8 września 2002 | Talleres Córdoba – Chacarita Juniors 0:3 Román Gonzalo Díaz 64, 90, Jorge Arnaldo Torales 79                                                             |
| 8 września 2002 | Nueva Chicago – Newell’s Old Boys 1:2 Daniel Tilger 57 – Sebastián Enrique Domínguez 6, Guillermo Marino 68                                              |
| 8 września 2002 | Arsenal Sarandí – River Plate 0:0 |

### Apertura 8
| Data             | Mecz |
| ---------------- | --- |
| 13 września 2002 | Chacarita Juniors – Independiente 2:6 Matías Emilio Delgado 8, Sebastián Diego Peña 69 – Federico Insúa 18, 36, 51, Andrés Silvera 29, 33, 39 |
| 14 września 2002 | Newell’s Old Boys – Unión Santa Fe 0:1 Fernando Martín Pérezlindo 92                                                                          |
| 14 września 2002 | Huracán – Arsenal Sarandí 2:2 Juan Ramón Fleita 43, 56 – Patricio Hernán González 90, Silvio Augusto González 94                              |
| 14 września 2002 | Gimnasia y Esgrima La Plata – San Lorenzo de Almagro 0:1 Alberto Acosta 42                                                                    |
| 15 września 2002 | Racing Club – Banfield 1:0 Nicolás Pavlovich 53                                                                                               |
| 15 września 2002 | Vélez Sarsfield – Nueva Chicago 1:1 Roberto Nanni 43 – Daniel Tilger 32k                                                                      |
| 15 września 2002 | CA Colón – Rosario Central 2:1 Juan Martín Parodi, Ariel Gustavo Pereyra – Jorge Daniel Martínez s                                            |
| 15 września 2002 | River Plate – Talleres Córdoba 1:1 Fernando Cavenaghi 84 – Jorge Roberto Quinteros 7                                                          |
| 15 września 2002 | Lanús – Estudiantes La Plata 1:0 Eduardo Bustos Montoya 73                                                                                    |
| 15 września 2002 | Olimpo Bahía Blanca – Boca Juniors 0:2 Marcelo Delgado 50, Hugo Ibarra 64                                                                     |

### Apertura 9
| Data             | Mecz |
| ---------------- | --- |
| 20 września 2002 | Rosario Central – Chacarita Juniors 0:0 |
| 21 września 2002 | Lanús – Gimnasia y Esgrima La Plata 0:0 |
| 21 września 2002 | Banfield – Newell’s Old Boys 2:0 Iván Moreno y Fabianesi 49, Raúl Eduardo Gordillo 88k                                                                                         |
| 21 września 2002 | Unión Santa Fe – Vélez Sarsfield 0:1 Lucas Valdemarín 61 |
| 22 września 2002 | Boca Juniors – Racing Club 3:4 Marcelo Delgado 13, Carlos Tévez 45, Hugo Ibarra 78 – Adrián Jesús Bastía 12, Clemente Rodríguez 63s, Nicolás Pavlovich 64, Mariano González 85 |
| 22 września 2002 | San Lorenzo de Almagro – Olimpo Bahía Blanca 2:2 Sebastián Saja 12k, José Chatruc 87 – Marcelo Bustamante 16, Juan Ignacio Fernández 62                                        |
| 22 września 2002 | Estudiantes La Plata – Arsenal Sarandí 1:2 Ernesto Farías 47 – Mauricio Hugo Piersimone 73, 81                                                                                 |
| 22 września 2002 | Nueva Chicago – CA Colón 1:1 Daniel Tilger 74 – César Andrés Carignano 45 |
| 22 września 2002 | Talleres Córdoba – Huracán 5:0 César Osvaldo La Paglia 7, Jorge Roberto Quinteros 23, 28, Claudio Daniel González 30, Germán Real 77                                           |
| 22 września 2002 | Independiente – River Plate 1:2 Lucas Andrés Pusineri 90 – Luis González 46, Andrés D’Alessandro 87                                                                            |

### Apertura 10
| Data             | Mecz |
| ---------------- | --- |
| 27 września 2002 | Vélez Sarsfield – Banfield 3:0 Lucas Valdemarín 31, 35, Leandro Gracián 44 |
| 28 września 2002 | CA Colón – Unión Santa Fe 1:0 Gabriel Migliónico 89 |
| 28 września 2002 | Olimpo Bahía Blanca – Lanús 2:0 Marcelo Bustamante 36, Serafín Fabricio García 48s                                                                                                 |
| 28 września 2002 | Racing Club – San Lorenzo de Almagro 1:1 Gerardo Bedoya 56k – Alberto Acosta 40 |
| 29 września 2002 | Chacarita Juniors – Nueva Chicago 1:0 Gabriel Hernán Cela Ruggieri 47 |
| 29 września 2002 | River Plate – Rosario Central 5:2 Andrés D’Alessandro 51, 69k, Alejandro Domínguez 58, Martín Demichelis 62, Fernando Cavenaghi 91 – Emiliano Papa 19, Gustavo Barros Schelotto 77 |
| 29 września 2002 | Arsenal Sarandí – Talleres Córdoba 3:0 Silvio Augusto González 41, 49k, Mauricio Hugo Piersimone 64                                                                                |
| 29 września 2002 | Gimnasia y Esgrima La Plata – Estudiantes La Plata 3:1 Gonzalo Choy González 14, Jorge Héctor San Esteban 54, Federico Ezequiel Turienzo 65 – Ezequiel Maggiolo 36                 |
| 29 września 2002 | Huracán – Independiente 0:2 Lucas Andrés Pusineri 37, Andrés Silvera 81 |
| 29 września 2002 | Newell’s Old Boys – Boca Juniors 1:1 Lisandro Sacripanti 54 – Carlos Tévez 65 |

### Apertura 11
| Data                | Mecz |
| ------------------- | --- |
| 4 października 2002 | Independiente – Arsenal Sarandí 3:2 Lucas Andrés Pusineri 36, Federico Insúa 43k, Andrés Silvera 51 – Javier Damián Morales 9, Silvio Augusto González 12 |
| 5 października 2002 | Rosario Central – Huracán 2:2 Cristian Miguel Pino 5, Darío Javier Pranich 10s – Sergio Héctor Comba 30, Alejandro Alonso 35                              |
| 5 października 2002 | Gimnasia y Esgrima La Plata – Olimpo Bahía Blanca 1:1 Federico Ezequiel Turienzo 65 – Sandro Roberto Novarese 91                                          |
| 5 października 2002 | San Lorenzo de Almagro – Newell’s Old Boys 2:1 Claudio Morel Rodríguez 19, Rodrigo Daniel Astudillo 53 – Damián Manso 1                                   |
| 6 października 2002 | Lanús – Racing Club 2:1 Eduardo Bustos Montoya 47, 88 – Mariano González 35                                                                               |
| 6 października 2002 | Banfield – CA Colón 0:0 |
| 6 października 2002 | Talleres Córdoba – Estudiantes La Plata 2:1 César Osvaldo La Paglia 33k, Cristian Javier Devallis 88 – Ernesto Farías 78                                  |
| 6 października 2002 | Boca Juniors – Vélez Sarsfield 2:0 Carlos Tévez 9, Guillermo Barros Schelotto 75                                                                          |
| 6 października 2002 | Nueva Chicago – River Plate 1:3 Ariel Carreño 81 – Luis González 14, 52, Andrés D’Alessandro 37                                                           |
| 7 października 2002 | Unión Santa Fe – Chacarita Juniors 1:2 Martín Darío Zapata 33 – Miguel Ángel Sebastián Romero 17, Gabriel Hernán Cela Ruggieri 81                         |

### Apertura 12
| Data                 | Mecz |
| -------------------- | --- |
| 12 października 2002 | Vélez Sarsfield – San Lorenzo de Almagro 3:3 Lucas Valdemarín 37, 41, Maximiliano Pellegrino 56 – José Chatruc 50, Rodrigo Daniel Astudillo 54, 58              |
| 12 października 2002 | Talleres Córdoba – Independiente 1:4 César Osvaldo La Paglia 16 – Daniel Montenegro 12, Andrés Silvera 26, 75, Christian Gómez 70                               |
| 13 października 2002 | Arsenal Sarandí – Rosario Central 4:1 Silvio Augusto González 13, Mauricio Hugo Piersimone 39, 73, Martín Andrizzi 63 – Luciano Figueroa 59                     |
| 13 października 2002 | Estudiantes La Plata – Olimpo Bahía Blanca 6:0 Ernesto Farías 5, Roberto Fabián Pompei 13, 37, Ariel José Donnet 29, Pablo Javier Quatrocchi 41, Hugo Pavone 77 |
| 13 października 2002 | Racing Club – Gimnasia y Esgrima La Plata 1:1 Diego Milito 1 – Gonzalo Choy González 4                                                                          |
| 13 października 2002 | Newell’s Old Boys – Lanús 2:2 Cristian Edgardo Domizi 38, Leonardo Ponzio 90 – Eduardo Bustos Montoya 32, 67                                                    |
| 13 października 2002 | Chacarita Juniors – Banfield 1:0 Jorge Arnaldo Torales 23 |
| 13 października 2002 | Huracán – Nueva Chicago 2:1 Juan Ramón Fleita 45, Jonathan Santana 89s – Marcelo Leonardo Couceiro 85                                                           |
| 13 października 2002 | River Plate – Unión Santa Fe 4:2 Alejandro Domínguez 30, Guillermo Pereyra 73, Fernando Cavenaghi 80, 85 – Leonardo Torres 21, Martín Darío Zapata 84           |
| 13 października 2002 | CA Colón – Boca Juniors 1:0 Javier Delgado 25 |

### Apertura 13
| Data                 | Mecz |
| -------------------- | --- |
| 18 października 2002 | San Lorenzo de Almagro – CA Colón 2:0 Alberto Acosta 34, Rodrigo Daniel Astudillo 47 |
| 19 października 2002 | Unión Santa Fe – Huracán 2:2 Alexis Weisheim 50, Gustavo Daniel Raggio 81 – Gabriel Alfredo Lobos 57, Alejandro Alonso 65                                                                           |
| 19 października 2002 | Lanús – Vélez Sarsfield 2:0 Eduardo Bustos Montoya 11, Rodrigo Mannara 25 |
| 19 października 2002 | Rosario Central – Talleres Córdoba 2:2 Martín Roberto Mandra 56, 60 – Diego Daniel Bustos 36, 82 |
| 19 października 2002 | Olimpo Bahía Blanca – Racing Club 0:2 Diego Milito 57, 86 |
| 20 października 2002 | Gimnasia y Esgrima La Plata – Newell’s Old Boys 2:1 Néstor Fabián Salazar 41, Víctor Müller 61 – Lisandro Sacripanti 55                                                                             |
| 20 października 2002 | Independiente – Estudiantes La Plata 1:0 Rodolfo Aquino 73s |
| 20 października 2002 | Nueva Chicago – Arsenal Sarandí 3:1 Diego Ceballos 40, Ariel Carreño 44, Julio César Serrano 77 – Mauricio Hugo Piersimone 91                                                                       |
| 20 października 2002 | Boca Juniors – Chacarita Juniors 2:1 Guillermo Barros Schelotto 17, Hugo Ibarra 68 – Matías Emilio Delgado 78                                                                                       |
| 20 października 2002 | Banfield – River Plate 5:0 Roberto Colautti 7, 54, Martín Demichelis 29s, Iván Moreno y Fabianesi 42, Walter Adrián Jiménez 52 mecz przerwano w 66 minucie z powodu incydentów, wynik 5:0 zachowano |

### Apertura 14
| Data                 | Mecz |
| -------------------- | --- |
| 25 października 2002 | Vélez Sarsfield – Gimnasia y Esgrima La Plata 3:1 Fabián Cubero 5, Roberto Nanni 24, 80 – Gonzalo Choy González 66              |
| 26 października 2002 | Huracán – Banfield 2:3 Gabriel Alfredo Lobos 82, Alejandro Alonso 84 – Roberto Colautti 17, 42, Jorge Cervera 28                |
| 26 października 2002 | Chacarita Juniors – San Lorenzo de Almagro 2:1 Fernando Andrés Gamboa 12, Sebastián Diego Peña 69k – Fernando Andrés Gamboa 15s |
| 26 października 2002 | Talleres Córdoba – Nueva Chicago 2:1 Claudio Daniel González 10, Cristian Javier Devallis 74 – Marcelo Leonardo Couceiro 24     |
| 26 października 2002 | CA Colón – Lanús 2:2 César Andrés Carignano 23, Javier Delgado 61 – Ignacio Risso 87, 88                                        |
| 26 października 2002 | Estudiantes La Plata – Racing Club 1:0 Ernesto Farías 68k                                                                       |
| 27 października 2002 | Arsenal Sarandí – Unión Santa Fe 2:1 Carlos David Ruiz 48, Cristian Osvaldo Álvarez 87 – Gustavo Daniel Raggio 40k              |
| 27 października 2002 | Newell’s Old Boys – Olimpo Bahía Blanca 1:0 Guillermo Marino 72                                                                 |
| 27 października 2002 | River Plate – Boca Juniors 1:2 Esteban Fuertes 52 – Marcelo Delgado 42, 77                                                      |
| 27 października 2002 | Independiente – Rosario Central 3:1 Andrés Silvera 32, Daniel Montenegro 50, 76 – Luciano Figueroa 46                           |

### Apertura 15
| Data             | Mecz |
| ---------------- | --- |
| 1 listopada 2002 | Racing Club – Newell’s Old Boys 0:1 Mauro Rosales 73                                                                                       |
| 2 listopada 2002 | Unión Santa Fe – Talleres Córdoba 1:3 Roberto Enrique Silva 30 – Diego Daniel Bustos 3, 12, Claudio Daniel González 50                     |
| 2 listopada 2002 | Olimpo Bahía Blanca – Vélez Sarsfield 1:0 Silvio Carrario 41                                                                               |
| 2 listopada 2002 | Nueva Chicago – Independiente 2:2 Marcelo Leonardo Couceiro 59, Julio César Serrano 84k – Federico Hernán Domínguez 11, Andrés Silvera 81k |
| 3 listopada 2002 | Lanús – Chacarita Juniors 0:1 Miguel Ángel Sebastián Romero 88                                                                             |
| 3 listopada 2002 | Gimnasia y Esgrima La Plata – CA Colón 1:1 Claudio Enría 80 – César Andrés Carignano 35                                                    |
| 3 listopada 2002 | Rosario Central – Estudiantes La Plata 1:2 Marcelo Quinteros 16 – Rodolfo Aquino 56, Diego Colotto 71                                      |
| 3 listopada 2002 | Boca Juniors – Huracán 3:1 Marcelo Delgado 32, Rolando Schiavi 78, Guillermo Barros Schelotto 80 – Marcelo Kobistyj 47                     |
| 3 listopada 2002 | Banfield – Arsenal Sarandí 1:1 Roberto Colautti 50 – Silvio Augusto González 46                                                            |
| 3 listopada 2002 | San Lorenzo de Almagro – River Plate 0:1 Esteban Fuertes 42                                                                                |

### Apertura 16
| Data              | Mecz |
| ----------------- | --- |
| 9 listopada 2002  | Huracán – San Lorenzo de Almagro 0:4 Rodrigo Daniel Astudillo 9, 45, 52, Pablo Michelini 47 mecz przerwany w 81 minucie z powodu incydentów, wynik 0:4 zachowano             |
| 9 listopada 2002  | Talleres Córdoba – Banfield 1:1 Walter Adrián Jiménez 20s – Roberto Colautti 22                                                                                              |
| 9 listopada 2002  | Independiente – Unión Santa Fe 1:0 Lucas Andrés Pusineri 14 |
| 9 listopada 2002  | Chacarita Juniors – Gimnasia y Esgrima La Plata 2:0 Mariano Mignini 23, Sebastián Diego Peña 32k                                                                             |
| 10 listopada 2002 | Estudiantes La Plata – Newell’s Old Boys 3:3 Roberto Fabián Pompei 27, Pablo Javier Quatrocchi 68, Marcos Gelabert 82 – Mauro Rosales 13, 79, Sebastián Enrique Domínguez 54 |
| 10 listopada 2002 | Rosario Central – Nueva Chicago 3:2 Martín Roberto Mandra 14, Luciano Figueroa 56, 60 – Diego Ceballos 47, Ezequiel Amaya 62                                                 |
| 10 listopada 2002 | Vélez Sarsfield – Racing Club 0:2 Carlos Maximiliano Estévez 33k, Mariano González 90                                                                                        |
| 10 listopada 2002 | CA Colón – Olimpo Bahía Blanca 3:0 Pablo Javier Morant 22, César Andrés Carignano 59, Ismael Blanco 92                                                                       |
| 10 listopada 2002 | River Plate – Lanús 1:2 Serafín Fabricio García 52s – Rodrigo Mannara 18, Eduardo Bustos Montoya 36                                                                          |
| 10 listopada 2002 | Arsenal Sarandí – Boca Juniors 0:1 Marcelo Delgado 17 |

### Apertura 17
| Data              | Mecz |
| ----------------- | --- |
| 15 listopada 2002 | Racing Club – CA Colón 3:2 Carlos Maximiliano Estévez 53, Diego Milito 56, Carlos Andrés Arano 63 – César Andrés Carignano 81, 85                                   |
| 16 listopada 2002 | Nueva Chicago – Estudiantes La Plata 1:0 Marcelo Leonardo Couceiro 31 mecz przerwany w 48 minucie z powodu awarii światła; dokończony został dnia 26 listopada 2002 |
| 16 listopada 2002 | Unión Santa Fe – Rosario Central 3:2 Alexis Weisheim 12, Rubén Óscar Capria 84k, 92k – Luciano Figueroa 1, Leonardo Talamonti 78                                    |
| 16 listopada 2002 | San Lorenzo de Almagro – Arsenal Sarandí 1:2 Carlos Daniel Cordone 68 – Martín Andrizzi 45, Gustavo Héctor Grondona 54                                              |
| 17 listopada 2002 | Lanús – Huracán 2:0 Lucas Ramón Alessandría 14, Eduardo Bustos Montoya 22                                                                                           |
| 17 listopada 2002 | Boca Juniors – Talleres Córdoba 1:0 Marcelo Delgado 10 |
| 17 listopada 2002 | Olimpo Bahía Blanca – Chacarita Juniors 2:0 Eduardo Rodrigo Domínguez 28, Cristian Tavio 79                                                                         |
| 17 listopada 2002 | Newell’s Old Boys – Vélez Sarsfield 2:0 Roberto Nanni 18s, Cristian Edgardo Domizi 61                                                                               |
| 17 listopada 2002 | Banfield – Independiente 2:1 Adrián Manuel González 67, Walter Adrián Jiménez 87 – Federico Insúa 10                                                                |
| 17 listopada 2002 | Gimnasia y Esgrima La Plata – River Plate 2:0 Federico Ezequiel Turienzo 17, Claudio Enría 35                                                                       |
| 26 listopada 2002 | Nueva Chicago – Estudiantes La Plata 2:0 Marcelo Leonardo Couceiro 31, Daniel Tilger 63 dokończenie pozostałych 42 minut z 16 listopada 2002                        |

### Apertura 18
| Data              | Mecz |
| ----------------- | --- |
| 22 listopada 2002 | Talleres Córdoba – San Lorenzo de Almagro 1:1 José Devaca 19s – Nicolás Frutos 38                                                         |
| 23 listopada 2002 | Nueva Chicago – Unión Santa Fe 2:2 Adrián Hernán Barbona 3, Pedro Domingo Aguírrez 75 – Pablo Eduardo Islas 17, Hernán Adrián González 56 |
| 23 listopada 2002 | Arsenal Sarandí – Lanús 2:2 Silvio Augusto González 30k, Martín Andrizzi 74 – Gabriel Iribarren 5, Ignacio Risso 78                       |
| 23 listopada 2002 | Estudiantes La Plata – Vélez Sarsfield 1:2 Hugo Pavone 47 – Lucas Valdemarín 1, Emanuel Adrián Centurión 73                               |
| 23 listopada 2002 | Chacarita Juniors – Racing Club 0:3 Diego Milito 62, Adrián Jesús Bastía 68, Fernando Andrés Gamboa 72s                                   |
| 24 listopada 2002 | River Plate – Olimpo Bahía Blanca 2:1 Esteban Fuertes 3, Fernando Cavenaghi 30 – Marcelo Bustamante 70                                    |
| 24 listopada 2002 | CA Colón – Newell’s Old Boys 3:1 Juan Martín Parodi 10, 80, Gabriel Migliónico 32 – Leonardo Ponzio 43                                    |
| 24 listopada 2002 | Huracán – Gimnasia y Esgrima La Plata 0:0                                                                                                 |
| 24 listopada 2002 | Rosario Central – Banfield 1:0 Luciano Figueroa 13                                                                                        |
| 24 listopada 2002 | Independiente – Boca Juniors 1:1 Lucas Andrés Pusineri 86 – Guillermo Barros Schelotto 38                                                 |

### Apertura 19
| Data              | Mecz |
| ----------------- | --- |
| 29 listopada 2002 | Banfield – Nueva Chicago 2:0 Jorge Cervera 16, Roberto Colautti 21                                                                   |
| 29 listopada 2002 | Gimnasia y Esgrima La Plata – Arsenal Sarandí 2:2 Gonzalo Choy González 3, 17 – Adrián Roberto Romero 84, 93                         |
| 29 listopada 2002 | Newell’s Old Boys – Chacarita Juniors 0:0                                                                                            |
| 30 listopada 2002 | Racing Club – River Plate 1:4 Diego Milito 77 – Andrés Ricardo Aimar 6, Esteban Fuertes 45, Fernando Cavenaghi 58, 68                |
| 30 listopada 2002 | Unión Santa Fe – Estudiantes La Plata 4:0 Alexis Weisheim 2, 21, Pablo Eduardo Islas 33, 50                                          |
| 30 listopada 2002 | Vélez Sarsfield – CA Colón 1:0 Emanuel Adrián Centurión 63                                                                           |
| 30 listopada 2002 | Olimpo Bahía Blanca – Huracán 2:0 Alejandro Delorte 59, Silvio Carrario 71                                                           |
| 1 grudnia 2002    | Lanús – Talleres Córdoba 2:2 Ezequiel Carboni 17, Mauricio Martín Romero 49 – Jorge Roberto Quinteros 43, Diego Daniel Bustos 91     |
| 1 grudnia 2002    | Boca Juniors – Rosario Central 3:1 Marcelo Delgado 35, Clemente Rodríguez 44, Raúl Alfredo Cascini 67 – Guillermo Daniel Rivarola 88 |
| 1 grudnia 2002    | San Lorenzo de Almagro – Independiente 0:3 Federico Insúa 32, Andrés Silvera 49, Lucas Andrés Pusineri 55                            |

### Tabela końcowa Apertura 2002/03
| Poz | Klub                         | Mecze | Zw | Rem | Por | Pkt | BrZd | BrStr |
| --- | ---------------------------- | ----- | -- | --- | --- | --- | ---- | ----- |
| 1   | Independiente                | 19    | 13 | 4   | 2   | 43  | 48   | 19    |
| 2   | Boca Juniors                 | 19    | 12 | 4   | 3   | 40  | 32   | 15    |
| 3   | River Plate                  | 19    | 11 | 3   | 5   | 36  | 35   | 23    |
| 4   | Chacarita Juniors            | 19    | 9  | 3   | 7   | 30  | 19   | 21    |
| 5   | CA Vélez Sarsfield           | 19    | 8  | 4   | 7   | 28  | 23   | 19    |
| 6   | Racing Club de Avellaneda    | 19    | 8  | 4   | 7   | 28  | 28   | 28    |
| 7   | CA Colón                     | 19    | 7  | 7   | 5   | 28  | 26   | 26    |
| 8   | Arsenal Sarandí Buenos Aires | 19    | 7  | 6   | 6   | 27  | 29   | 25    |
| 9   | San Lorenzo de Almagro       | 19    | 7  | 6   | 6   | 27  | 28   | 25    |
| 10  | Newell’s Old Boys            | 19    | 7  | 6   | 6   | 27  | 23   | 22    |
| 11  | Club Atlético Lanús          | 19    | 6  | 8   | 5   | 26  | 21   | 24    |
| 12  | CA Banfield                  | 19    | 6  | 7   | 6   | 25  | 21   | 17    |
| 13  | Rosario Central              | 19    | 7  | 4   | 8   | 25  | 36   | 34    |
| 14  | Unión Santa Fe               | 19    | 6  | 5   | 8   | 23  | 26   | 28    |
| 15  | Talleres Córdoba             | 19    | 5  | 8   | 6   | 23  | 23   | 27    |
| 16  | Gimnasia y Esgrima La Plata  | 19    | 4  | 8   | 7   | 20  | 18   | 24    |
| 17  | Olimpo Bahía Blanca          | 19    | 5  | 5   | 9   | 20  | 20   | 30    |
| 18  | Nueva Chicago Buenos Aires   | 19    | 3  | 6   | 10  | 15  | 20   | 29    |
| 19  | Estudiantes La Plata         | 19    | 4  | 3   | 12  | 15  | 21   | 36    |
| 20  | CA Huracán                   | 19    | 2  | 5   | 12  | 11  | 17   | 42    |

### Klasyfikacja strzelców bramek
| Gole | Piłkarz                 | Klub                         |
| ---- | ----------------------- | ---------------------------- |
| 16   | Andrés Silvera          | Independiente                |
| 11   | César Andrés Carignano  | CA Colón                     |
| 10   | Luciano Figueroa        | Rosario Central              |
| 9    | Marcelo Delgado         | Boca Juniors                 |
| 9    | Silvio Augusto González | Arsenal Sarandí Buenos Aires |

### Tablica spadkowa na koniec turnieju Apertura 2002/03
Tabela ma jedynie charakter orientacyjny. Dopiero stan tej tabeli na koniec turnieju Clausura zadecyduje, które z zespołów spadną do drugiej ligi, a które zagrają o utrzymanie się w lidze w barażach. Można z tej tabeli odczytać, które z drużyn przed turniejem Clausura były szczególnie zagrożone spadkiem.
| Poz | Klub                         | 2000/01 pkt/m | 2001/02 pkt/m | 2002/03 pkt/m | Razem pkt/mecze | Średnia |
| --- | ---------------------------- | ------------- | ------------- | ------------- | --------------- | ------- |
| 1   | River Plate                  | 78/38         | 84/38         | 36/38         | 198/95          | 2.0842  |
| 2   | Boca Juniors                 | 71/38         | 68/38         | 40/19         | 179/95          | 1.8842  |
| 3   | San Lorenzo de Almagro       | 81/38         | 57/38         | 27/19         | 165/95          | 1.7368  |
| 4   | Gimnasia y Esgrima La Plata  | 55/38         | 64/38         | 20/19         | 139/95          | 1.4632  |
| 5   | Racing Club de Avellaneda    | 40/38         | 68/38         | 28/19         | 136/95          | 1.4316  |
| 6   | Arsenal Sarandí Buenos Aires | 0/0           | 0/0           | 27/19         | 27/19           | 1.4211  |
| 7   | Chacarita Juniors            | 56/38         | 47/38         | 30/19         | 133/95          | 1.4000  |
| 8   | CA Colón                     | 49/38         | 56/38         | 28/19         | 133/95          | 1.4000  |
| 9   | CA Vélez Sarsfield           | 56/38         | 48/38         | 28/19         | 131/95          | 1.3789  |
| 10  | Independiente                | 42/38         | 41/38         | 43/19         | 126/95          | 1.3263  |
| 11  | Newell’s Old Boys            | 48/38         | 51/38         | 27/19         | 126/95          | 1.3263  |
| 12  | Estudiantes La Plata         | 56/38         | 51/38         | 15/19         | 122/95          | 1.2842  |
| 13  | CA Banfield                  | 0/0           | 48/38         | 25/19         | 73/57           | 1.2807  |
| 14  | Club Atlético Lanús          | 43/38         | 51/38         | 26/19         | 120/95          | 1.2632  |
| 15  | Talleres Córdoba             | 61/38         | 30/38         | 23/19         | 114/95          | 1.2000  |
| 16  | CA Huracán                   | 55/38         | 44/38         | 11/19         | 110/95          | 1.1579  |
| 17  | Unión Santa Fe               | 46/38         | 38/38         | 23/19         | 107/95          | 1.1263  |
| 18  | Rosario Central              | 41/38         | 40/38         | 25/19         | 106/95          | 1.1158  |
| 19  | Nueva Chicago Buenos Aires   | 0/0           | 48/38         | 15/19         | 63/57           | 1.1053  |
| 20  | Olimpo Bahía Blanca          | 0/0           | 0/0           | 20/19         | 20/19           | 1.0526  |

## Torneo Clausura 2002/03

### Clausura 1
| Data           | Mecz |
| -------------- | --- |
| 14 lutego 2003 | Racing Club – Huracán 1:0 Gabriel Alfredo Lobos 92s                                                                             |
| 15 lutego 2003 | CA Colón – Estudiantes La Plata 2:0 Alcides Victorio Píccoli 4, César Andrés Carignano 78                                       |
| 15 lutego 2003 | Banfield – Unión Santa Fe 2:2 Iván Moreno y Fabianesi 17, 53 – Luciano Leguizamón 10, Alexis Weisheim 82                        |
| 15 lutego 2003 | Olimpo Bahía Blanca – Arsenal Sarandí 1:1 Eduardo Rodrigo Domínguez 24 – Mauricio Hugo Piersimone 17                            |
| 15 lutego 2003 | San Lorenzo de Almagro – Rosario Central 2:2 Sebastián Saja 50k, Pablo Michelini 84 – Luciano Figueroa 64, Horacio Carbonari 78 |
| 16 lutego 2003 | Newell’s Old Boys – River Plate 2:2 Mauro Rosales 62, Guillermo Marino 83 – Esteban Fuertes 76, Horacio Ameli 90                |
| 16 lutego 2003 | Gimnasia y Esgrima La Plata – Talleres Córdoba 1:1 Claudio Enría 87 – Claudio Daniel González 51                                |
| 16 lutego 2003 | Boca Juniors – Nueva Chicago 2:0 Ezequiel González 29, Matías Donnet 80                                                         |
| 16 lutego 2003 | Vélez Sarsfield – Chacarita Juniors 1:0 Roberto Nanni 6k                                                                        |
| 16 lutego 2003 | Lanús – Independiente 1:0 Carlos Alberto Moreno 45k                                                                             |

### Clausura 2
| Data           | Mecz |
| -------------- | --- |
| 21 lutego 2003 | Independiente – Gimnasia y Esgrima La Plata 0:3 Roberto Carlos Sosa 17, Jorge Héctor San Esteban 54k, Claudio Enría 88              |
| 22 lutego 2003 | Talleres Córdoba – Olimpo Bahía Blanca 0:2 Cristian Gastón Castillo 19, Mauro Laspada 74                                            |
| 22 lutego 2003 | Huracán – Newell’s Old Boys 1:1 Francisco Solano López Rojas 93 – Mauro Rosales 62                                                  |
| 22 lutego 2003 | Rosario Central – Lanús 1:0 Paulo Ferrari 62                                                                                        |
| 22 lutego 2003 | Arsenal Sarandí – Racing Club 0:1 Diego Milito 67                                                                                   |
| 22 lutego 2003 | Nueva Chicago – San Lorenzo de Almagro 2:2 Daniel Tilger 15, Facundo Martín Argüello 89k – Pablo Michelini 19, Gonzalo Rodríguez 56 |
| 22 lutego 2003 | Estudiantes La Plata – Banfield 2:0 Ernesto Farías 61, 89                                                                           |
| 22 lutego 2003 | Chacarita Juniors – CA Colón 0:0 |
| 22 lutego 2003 | River Plate – Vélez Sarsfield 0:1 Roberto Nanni 91                                                                                  |
| 22 lutego 2003 | Unión Santa Fe – Boca Juniors 2:0 Pablo Eduardo Islas 61, 65                                                                        |

### Clausura 3
| Data         | Mecz |
| ------------ | --- |
| 1 marca 2003 | San Lorenzo de Almagro – Unión Santa Fe 0:2 Pablo Eduardo Islas 25, Luciano Leguizamón 91                            |
| 2 marca 2003 | Vélez Sarsfield – Huracán 2:0 Roberto Nanni 25, Jonás Gutiérrez 70                                                   |
| 2 marca 2003 | Olimpo Bahía Blanca – Independiente 3:0 Silvio Carrario 24, Héctor Augusto González 45, Eduardo Rodrigo Domínguez 48 |
| 3 marca 2003 | Newell’s Old Boys – Arsenal Sarandí 2:0 Walter Silvani 31k, Leonardo Ponzio 89                                       |
| 3 marca 2003 | Chacarita Juniors – Estudiantes La Plata 0:1 Roberto Fabián Pompei 89                                                |
| 3 marca 2003 | Gimnasia y Esgrima La Plata – Rosario Central 0:4 César Fabián Delgado 5, Luciano Figueroa 62, 77, 93                |
| 3 marca 2003 | Lanús – Nueva Chicago 1:2 Rodrigo Mannara 20 – Dante Eugenio Poli 38, Facundo Martín Argüello 56                     |
| 3 marca 2003 | Racing Club – Talleres Córdoba 2:0 Diego Milito 56, Luis Enrique Rueda 86                                            |
| 3 marca 2003 | Boca Juniors – Banfield 3:1 Guillermo Barros Schelotto 58k, 67, Alfredo Moreno 91 – Daniel Bilos 14                  |
| 3 marca 2003 | CA Colón – River Plate 0:2 Fernando Cavenaghi 61, Luis González 73                                                   |

### Clausura 4
| Data         | Mecz |
| ------------ | --- |
| 7 marca 2003 | Huracán – CA Colón 2:3 Darío Gabriel Cabrol 41k, Emanuel Villa 56 – Ismael Blanco 8, Jorge Daniel Martínez 61, Gonzalo Belloso 92        |
| 8 marca 2003 | Arsenal Sarandí – Vélez Sarsfield 1:0 Silvio Augusto González 45k                                                                        |
| 8 marca 2003 | Banfield – San Lorenzo de Almagro 1:1 Javier Sanguinetti 9 – José Chatruc 26                                                             |
| 8 marca 2003 | Rosario Central – Olimpo Bahía Blanca 2:1 César Fabián Delgado 24, Gastón Damián Aguirre 65s – Cristian Gastón Castillo 52               |
| 9 marca 2003 | Unión Santa Fe – Lanús 1:1 Marcelo Diego Mosset 30 – Ignacio Risso 43                                                                    |
| 9 marca 2003 | Talleres Córdoba – Newell’s Old Boys 1:0 Javier Gandolfi 29                                                                              |
| 9 marca 2003 | Nueva Chicago – Gimnasia y Esgrima La Plata 4:1 Julio César Serrano 50, Ezequiel Amaya 55, Ariel Carreño 71, 82 – Javier Sanguinetti 29k |
| 9 marca 2003 | River Plate – Chacarita Juniors 2:1 Claudio Husaín 45, Horacio Ameli 94 – Sebastián Diego Peña 25k                                       |
| 9 marca 2003 | Independiente – Racing Club 1:1 Andrés Silvera 63 – Diego Milito 11                                                                      |
| 9 marca 2003 | Estudiantes La Plata – Boca Juniors 0:2 Marcos Angeleri 3s, Javier Villarreal 7                                                          |

### Clausura 5
| Data          | Mecz |
| ------------- | --- |
| 14 marca 2003 | Vélez Sarsfield – Talleres Córdoba 0:0 |
| 15 marca 2003 | Chacarita Juniors – Huracán 3:0 Matías Emilio Delgado 5, 88, Rodrigo Daniel Astudillo 74                                                       |
| 15 marca 2003 | Gimnasia y Esgrima La Plata – Unión Santa Fe 2:1 Esteban Nicolás González 22, Federico Ezequiel Turienzo 93 – Norberto Antonio Fernández 65    |
| 15 marca 2003 | Newell’s Old Boys – Independiente 2:2 Cristian Edgardo Domizi 30, Mauro Rosales 54 – Sebastián Enrique Domínguez 33s, Lucas Andrés Pusineri 44 |
| 16 marca 2003 | Lanús – Banfield 0:1 Santiago Andrés Rodríguez 67                                                                                              |
| 16 marca 2003 | Olimpo Bahía Blanca – Nueva Chicago 0:3 Ariel Carreño 45, Daniel Tilger 69, Jonathan Santana 92                                                |
| 16 marca 2003 | Racing Club – Rosario Central 2:2 Milovan Mirosevic 19, Mariano González 47 – César Fabián Delgado 46, 52                                      |
| 16 marca 2003 | San Lorenzo de Almagro – Boca Juniors 1:2 Damián Óscar Luna 80 – Javier Villarreal 51, Clemente Rodríguez 64                                   |
| 16 marca 2003 | CA Colón – Arsenal Sarandí 0:0 |
| 16 marca 2003 | River Plate – Estudiantes La Plata 1:0 Darío Fernando Husaín 63                                                                                |

### Clausura 6
| Data          | Mecz |
| ------------- | --- |
| 21 marca 2003 | Estudiantes La Plata – San Lorenzo de Almagro 4:1 Aldo Paredes 11s, Rodolfo Aquino 18, Ezequiel Maggiolo 37, Ernesto Farías 80 – Sebastián Saja 22k |
| 22 marca 2003 | Banfield – Gimnasia y Esgrima La Plata 0:1 Gonzalo Choy González 2                                                                                  |
| 22 marca 2003 | Rosario Central – Newell’s Old Boys 3:0 Luciano Figueroa 39, Mariano Messera 58, César Fabián Delgado 84                                            |
| 22 marca 2003 | Nueva Chicago – Racing Club 0:5 Mariano González 47, Luis Enrique Rueda 57, 68, Diego Milito 72, Ángel Roberto Amarilla 90                          |
| 23 marca 2003 | Boca Juniors – Lanús 3:1 Carlos Tévez 4, Matías Donnet 17, Ezequiel González 35 – Carlos Alberto Moreno 45                                          |
| 23 marca 2003 | Arsenal Sarandí – Chacarita Juniors 0:0 |
| 23 marca 2003 | Talleres Córdoba – CA Colón 0:0 |
| 23 marca 2003 | Independiente – Vélez Sarsfield 1:3 Federico Insúa 57k – Roberto Nanni 9, 15, Cristian Pedro Bardaro 58                                             |
| 23 marca 2003 | Unión Santa Fe – Olimpo Bahía Blanca 1:2 Christian Giménez 67 – Cristian Gastón Castillo 46, Mauro Laspada 93k                                      |
| 23 marca 2003 | Huracán – River Plate 0:6 Fernando Cavenaghi 51, 52, Darío Fernando Husaín 62, Esteban Fuertes 77, Andrés D’Alessandro 79, Diego Armando Barrado 85 |

### Clausura 7
| Data          | Mecz |
| ------------- | --- |
| 28 marca 2003 | CA Colón – Independiente 1:1 César Andrés Carignano 38 – Lucas Andrés Pusineri 65                                                                                       |
| 29 marca 2003 | Huracán – Estudiantes La Plata 1:1 Darío Gabriel Cabrol 14k – Ernesto Farías 74                                                                                         |
| 29 marca 2003 | Chacarita Juniors – Talleres Córdoba 2:1 Román Gonzalo Díaz 26, Gabriel Hernán Cela Ruggieri 71 – Germán Real 12                                                        |
| 29 marca 2003 | Newell’s Old Boys – Nueva Chicago 2:2 Mauro Rosales 45, 92 – Diego Ceballos 50, 72                                                                                      |
| 29 marca 2003 | Lanús – San Lorenzo de Almagro 2:3 Carlos Alberto Galván 31, Rodrigo Ezequiel Díaz 50 – Alberto Acosta 49, 74, Rodrigo Daniel Astudillo 88                              |
| 30 marca 2003 | Racing Club – Unión Santa Fe 0:2 Pablo Eduardo Islas 26, 82 |
| 30 marca 2003 | Vélez Sarsfield – Rosario Central 5:2 Roberto Nanni 15k, 35, Sergio Román Sena 43, Leandro Gracián 44, Lucas Valdemarín 81 – Horacio Carbonari 56k, Luciano Figueroa 84 |
| 30 marca 2003 | Olimpo Bahía Blanca – Banfield 2:0 Cristian Gastón Castillo 5, 74 |
| 30 marca 2003 | Gimnasia y Esgrima La Plata – Boca Juniors 0:2 Hugo Ibarra 54k, Carlos Tévez 78                                                                                         |
| 30 marca 2003 | River Plate – Arsenal Sarandí 3:1 Fernando Cavenaghi 50, 66, Andrés D’Alessandro 77k – Silvio Augusto González 89k                                                      |

### Clausura 8
| Data            | Mecz |
| --------------- | --- |
| 4 kwietnia 2003 | San Lorenzo de Almagro – Gimnasia y Esgrima La Plata 1:1 Aldo Paredes 68 – Claudio Morel Rodríguez 5s                                  |
| 4 kwietnia 2003 | Banfield – Racing Club 2:3 Jorge Cervera 9, Walter Adrián Jiménez 70 – Andrés Felipe Orozco 17, Luis Enrique Rueda 36, Diego Milito 51 |
| 5 kwietnia 2003 | Rosario Central – CA Colón 1:1 Horacio Carbonari 57k – Julio César Toresani 12                                                         |
| 5 kwietnia 2003 | Independiente – Chacarita Juniors 1:0 Lucas Andrés Pusineri 40                                                                         |
| 6 kwietnia 2003 | Talleres Córdoba – River Plate 1:3 Germán Real 33k – Guillermo Pereyra 4, Eduardo Germán Coudet 58, Andrés D’Alessandro 66             |
| 6 kwietnia 2003 | Unión Santa Fe – Newell’s Old Boys 0:2 Cristian Grabinski 23, Edgardo Adinolfi 99                                                      |
| 6 kwietnia 2003 | Arsenal Sarandí – Huracán 0:0 |
| 6 kwietnia 2003 | Nueva Chicago – Vélez Sarsfield 0:1 Leandro Gracián 16                                                                                 |
| 6 kwietnia 2003 | Estudiantes La Plata – Lanús 1:1 Marcos Gelabert 85 – Eduardo Bustos Montoya 65                                                        |
| 6 kwietnia 2003 | Boca Juniors – Olimpo Bahía Blanca 1:1 Alfredo Moreno 4 – Silvio Carrario 69                                                           |

### Clausura 9
| Data             | Mecz |
| ---------------- | --- |
| 11 kwietnia 2003 | Olimpo Bahía Blanca – San Lorenzo de Almagro 0:1 Carlos Daniel Cordone 26                                                                                        |
| 12 kwietnia 2003 | Arsenal Sarandí – Estudiantes La Plata 1:0 Gustavo Héctor Grondona 37                                                                                            |
| 12 kwietnia 2003 | Chacarita Juniors – Rosario Central 0:3 Mariano Messera 13, Luciano Figueroa 20, 23                                                                              |
| 12 kwietnia 2003 | Vélez Sarsfield – Unión Santa Fe 2:1 Roberto Nanni 45k, Cristian Pedro Bardaro 53 – Christian Giménez 36                                                         |
| 13 kwietnia 2003 | Racing Club – Boca Juniors 0:1 Matías Donnet 10 |
| 13 kwietnia 2003 | Gimnasia y Esgrima La Plata – Lanús 1:2 Marcelo Goux 55 – Eduardo Bustos Montoya 36, 82                                                                          |
| 13 kwietnia 2003 | Newell’s Old Boys – Banfield 2:1 Walter Silvani 44, 53 – Santiago Andrés Rodríguez 69                                                                            |
| 13 kwietnia 2003 | CA Colón – Nueva Chicago 2:0 Facundo Martín Argüello 67s, Alejandro Rubén Capurro 83                                                                             |
| 13 kwietnia 2003 | Huracán – Talleres Córdoba 2:4 César Daniel Garipe 22, Darío Alberto Gigena 28 – Cristian Javier Devallis 41, 45, Javier Gandolfi 43, Claudio Daniel González 69 |
| 13 kwietnia 2003 | River Plate – Independiente 2:1 Esteban Fuertes 72, Gabriel Milito 85s – Daniel Montenegro 14                                                                    |

### Clausura 10
| Data             | Mecz |
| ---------------- | --- |
| 18 kwietnia 2003 | Independiente – Huracán 2:1 Federico Insúa 40k, Andrés Silvera 56 – Emanuel Villa 57                                                                                      |
| 19 kwietnia 2003 | Nueva Chicago – Chacarita Juniors 3:0 Ariel Carreño 6, 69, Ezequiel Amaya 30                                                                                              |
| 19 kwietnia 2003 | Banfield – Vélez Sarsfield 2:0 Santiago Andrés Ladino 19s, Roberto Colautti 41                                                                                            |
| 20 kwietnia 2003 | Unión Santa Fe – CA Colón 0:0 |
| 20 kwietnia 2003 | Lanús – Olimpo Bahía Blanca 1:0 Lucas Ramón Alessandria 37 |
| 20 kwietnia 2003 | Talleres Córdoba – Arsenal Sarandí 1:0 César Osvaldo La Paglia 24 |
| 20 kwietnia 2003 | Estudiantes La Plata – Gimnasia y Esgrima La Plata 2:4 Ariel Hernán Zapata 10, Ezequiel Maggiolo 29 – Javier Sanguinetti 27k 72, Claudio Enría 47, Roberto Carlos Sosa 80 |
| 20 kwietnia 2003 | Boca Juniors – Newell’s Old Boys 2:0 Sebastián Battaglia 37, Carlos Maximiliano Estévez 65                                                                                |
| 20 kwietnia 2003 | Rosario Central – River Plate 0:2 Luis González 26, Fernando Cavenaghi 57                                                                                                 |
| 20 kwietnia 2003 | San Lorenzo de Almagro – Racing Club 3:1 Pablo Michelini 11, Rodrigo Daniel Astudillo 29, Alberto Acosta 67 – Milovan Mirosevic 3                                         |

### Clausura 11
| Data         | Mecz |
| ------------ | --- |
| 2 maja 2003  | Newell’s Old Boys – San Lorenzo de Almagro 2:1 Walter Silvani 57k, Mauro Rosales 64 – Claudio Morel Rodríguez 59                                                         |
| 3 maja 2003  | Arsenal Sarandí – Independiente 0:0 |
| 3 maja 2003  | Huracán – Rosario Central 1:2 Alejandro Alonso 36 – Pablo Andrés Sánchez 69, Gustavo Barros Schelotto 83                                                                 |
| 4 maja 2003  | Olimpo Bahía Blanca – Gimnasia y Esgrima La Plata 2:3 Mauro Laspada 57, Cristian Gastón Castillo 61 – Javier Sanguinetti 55k, Claudio Enría 60, Germán Pablo Castillo 83 |
| 4 maja 2003  | Racing Club – Lanús 0:2 Rodrigo Ezequiel Díaz 8, 81 |
| 4 maja 2003  | Estudiantes La Plata – Talleres Córdoba 2:1 Ernesto Farías 18, 87 – Sergio Orlando Plaza 35                                                                              |
| 4 maja 2003  | River Plate – Nueva Chicago 1:1 Fernando Cavenaghi 55 – Ezequiel Amaya 71                                                                                                |
| 4 maja 2003  | Vélez Sarsfield – Boca Juniors 2:0 Fabián Cubero 27, Sergio Román Sena 34                                                                                                |
| 17 maja 2003 | CA Colón – Banfield 0:0 |
| 17 maja 2003 | Chacarita Juniors – Unión Santa Fe 1:1 Jorge Arnaldo Torales 80 – Rubén Óscar Capria 4                                                                                   |

### Clausura 12
| Data         | Mecz |
| ------------ | --- |
| 9 maja 2003  | Gimnasia y Esgrima La Plata – Racing Club 0:0 |
| 10 maja 2003 | Rosario Central – Arsenal Sarandí 0:0 |
| 10 maja 2003 | Lanús – Newell’s Old Boys 4:2 Rodrigo Mannara 3, Carlos Alberto Moreno 21k, Serafín Fabricio García 26, Nelson Fabián Benítez 93 – Cristian Edgardo Domizi 14, Walter Silvani 43k |
| 10 maja 2003 | San Lorenzo de Almagro – Vélez Sarsfield 0:2 Lucas Valdemarín 46, Roberto Nanni 89k                                                                                               |
| 10 maja 2003 | Independiente – Talleres Córdoba 2:1 Federico Insúa 31k, Lucas Andrés Pusineri 70 – Germán Real 32                                                                                |
| 11 maja 2003 | Olimpo Bahía Blanca – Estudiantes La Plata 2:2 Mauro Laspada 12k, 66k – Ernesto Farías 6, 80k                                                                                     |
| 11 maja 2003 | Banfield – Chacarita Juniors 2:1 Iván Moreno y Fabianesi 18k, Roberto Colautti 61 – Sebastián Diego Peña 92                                                                       |
| 11 maja 2003 | Nueva Chicago – Huracán 4:2 Diego Ceballos 4, Ariel Carreño 15, 41, Ezequiel Amaya 43 – Alejandro Alonso 84, Santiago Hirsig 93                                                   |
| 11 maja 2003 | Unión Santa Fe – River Plate 1:1 Rubén Óscar Capria 32 – Luis González 16 |
| 11 maja 2003 | Boca Juniors – CA Colón 2:0 Guillermo Barros Schelotto 13k, Carlos Tévez 64 |

### Clausura 13
| Data         | Mecz |
| ------------ | --- |
| 22 maja 2003 | Huracán – Unión Santa Fe 0:3 Hernán Adrián González 43, Pablo Eduardo Islas 55, Christian Giménez 73                                     |
| 22 maja 2003 | Estudiantes La Plata – Independiente 0:0                                                                                                 |
| 23 maja 2003 | Chacarita Juniors – Boca Juniors 0:2 Rolando Schiavi 68k, Carlos Tévez 90                                                                |
| 23 maja 2003 | CA Colón – San Lorenzo de Almagro 0:1 José Chatruc 45                                                                                    |
| 23 maja 2003 | Talleres Córdoba – Rosario Central 2:2 Cristian Javier Devallis 1, Diego Daniel Bustos 45 – César Fabián Delgado 22, Luciano Figueroa 37 |
| 23 maja 2003 | Racing Club – Olimpo Bahía Blanca 0:2 Cristian Gastón Castillo 48, 55                                                                    |
| 23 maja 2003 | Arsenal Sarandí – Nueva Chicago 1:1 Adrián Roberto Romero 68 – Diego Ceballos 28                                                         |
| 23 maja 2003 | River Plate – Banfield 2:1 Darío Fernando Husaín 11, Fernando Cavenaghi 54 – Roberto Colautti 72                                         |
| 23 maja 2003 | Newell’s Old Boys – Gimnasia y Esgrima La Plata 1:1 Walter Silvani 9 – Esteban Nicolás González 87                                       |
| 23 maja 2003 | Vélez Sarsfield – Lanús 4:0 Roberto Nanni 45, 71, Leandro Gracián 57, Nelson Fabián Benítez 80s                                          |

### Clausura 14
| Data           | Mecz |
| -------------- | --- |
| 30 maja 2003   | Racing Club – Estudiantes La Plata 1:1 Carlos Maximiliano Estévez 86 – Ezequiel Maggiolo 8                                                                                         |
| 31 maja 2003   | San Lorenzo de Almagro – Chacarita Juniors 1:0 José Chatruc 10 |
| 31 maja 2003   | Rosario Central – Independiente 2:0 Pablo Andrés Sánchez 49, Luciano Figueroa 53                                                                                                   |
| 1 czerwca 2003 | Boca Juniors – River Plate 2:2 Guillermo Barros Schelotto 64, 70 – Andrés D’Alessandro 10, Fernando Cavenaghi 39k                                                                  |
| 1 czerwca 2003 | Banfield – Huracán 0:1 Emanuel Villa 25 |
| 1 czerwca 2003 | Nueva Chicago – Talleres Córdoba 3:1 Juan Augusto Huerta 39, Julio César Serrano 51, Diego Ceballos 88 – Lux 70                                                                    |
| 1 czerwca 2003 | Lanús – CA Colón 4:3 Carlos Alberto Moreno 1, Javier Damián Morales 78, Rodrigo Mannara 80, Sebastián Salomón 92 – Javier Delgado 29, Alejandro Rubén Capurro 57, Ismael Blanco 83 |
| 1 czerwca 2003 | Unión Santa Fe – Arsenal Sarandí 0:3 Gastón Esmerado 6, Darío Espínola 44, Adrián Roberto Romero 55                                                                                |
| 1 czerwca 2003 | Olimpo Bahía Blanca – Newell’s Old Boys 1:0 Cristian Gastón Castillo 48 |
| 1 czerwca 2003 | Gimnasia y Esgrima La Plata – Vélez Sarsfield 0:1 Roberto Nanni 32 |

### Clausura 15
| Data           | Mecz |
| -------------- | --- |
| 6 czerwca 2003 | Independiente – Nueva Chicago 0:0 |
| 7 czerwca 2003 | Newell’s Old Boys – Racing Club 1:1 Gastón Ricardo Liendo 30 – Andrés Felipe Orozco 32                                                |
| 7 czerwca 2003 | Vélez Sarsfield – Olimpo Bahía Blanca 0:1 Cristian Gastón Castillo 74                                                                 |
| 7 czerwca 2003 | Talleres Córdoba – Unión Santa Fe 3:0 Claudio Daniel González 57, 74, Germán Real 82                                                  |
| 8 czerwca 2003 | Chacarita Juniors – Lanús 0:0 |
| 8 czerwca 2003 | CA Colón – Gimnasia y Esgrima La Plata 2:0 César Andrés Carignano 61, Ismael Blanco 66                                                |
| 8 czerwca 2003 | Estudiantes La Plata – Rosario Central 0:0                                                                                            |
| 8 czerwca 2003 | Arsenal Sarandí – Banfield 0:0 |
| 8 czerwca 2003 | River Plate – San Lorenzo de Almagro 4:0 Fernando Cavenaghi 45, Matías Emanuel Lequi 64, Andrés D’Alessandro 80, Guillermo Pereyra 84 |
| 8 czerwca 2003 | Huracán – Boca Juniors 0:4 Héctor Bracamonte 23, 76, 79, Gustavo Hernán Pinto 73                                                      |

### Clausura 16
| Data            | Mecz |
| --------------- | --- |
| 13 czerwca 2003 | Unión Santa Fe – Independiente 0:1 Federico Insúa 22 |
| 14 czerwca 2003 | Nueva Chicago – Rosario Central 0:3 Luciano Figueroa 18, Pablo Andrés Sánchez 48, Cristian Miguel Pino 85                                                             |
| 14 czerwca 2003 | Racing Club – Vélez Sarsfield 2:2 Diego Milito 16, Sixto Peralta 20k – Roberto Nanni 38k, 52k                                                                         |
| 14 czerwca 2003 | San Lorenzo de Almagro – Huracán 4:0 José Chatruc 21, Alberto Acosta 32, 64, Damián Óscar Luna 76                                                                     |
| 14 czerwca 2003 | Banfield – Talleres Córdoba 1:0 Walter Adrián Jiménez 87 |
| 14 czerwca 2003 | Gimnasia y Esgrima La Plata – Chacarita Juniors 1:0 Claudio Enría 45                                                                                                  |
| 14 czerwca 2003 | Newell’s Old Boys – Estudiantes La Plata 0:0 |
| 14 czerwca 2003 | Olimpo Bahía Blanca – CA Colón 0:0 |
| 14 czerwca 2003 | Boca Juniors – Arsenal Sarandí 2:2 Carlos Tévez 82, Rolando Schiavi 86 – Adrián Roberto Romero 34, 68                                                                 |
| 14 czerwca 2003 | Lanús – River Plate 3:4 Rodrigo Ezequiel Díaz 5, Nelson Fabián Benítez 21, Javier Damián Morales 80 – Fernando Cavenaghi 10, Esteban Fuertes 38, 47, Luis González 42 |

### Clausura 17
| Data            | Mecz |
| --------------- | --- |
| 20 czerwca 2003 | Arsenal Sarandí – San Lorenzo de Almagro 1:2 Silvio Augusto González 20 – Damián Óscar Luna 33, Sebastián Saja 85k                                                |
| 21 czerwca 2003 | Huracán – Lanús 1:3 César Daniel Garipe 83k – Rodrigo Ezequiel Díaz 18, 66, Eduardo Bustos Montoya 71                                                             |
| 21 czerwca 2003 | Independiente – Banfield 0:1 Iván Moreno y Fabianesi 54k |
| 22 czerwca 2003 | Vélez Sarsfield – Newell’s Old Boys 1:0 Roberto Nanni 11 |
| 22 czerwca 2003 | CA Colón – Racing Club 2:1 Ismael Blanco 5, Martín Romagnoli 75 – Sixto Peralta 32                                                                                |
| 22 czerwca 2003 | Estudiantes La Plata – Nueva Chicago 5:1 Facundo Martín Argüello 24s, Marcelo Carrusca 25, Ezequiel Maggiolo 28, 61, Pablo Ariel Lugüercio 88 – Diego Ceballos 22 |
| 22 czerwca 2003 | Rosario Central – Unión Santa Fe 4:0 Luciano Figueroa 10, Horacio Carbonari 42k, Fernando Ortiz 71s, Cristian Miguel Pino 86                                      |
| 22 czerwca 2003 | Chacarita Juniors – Olimpo Bahía Blanca 0:1 Cristian Gastón Castillo 33                                                                                           |
| 22 czerwca 2003 | River Plate – Gimnasia y Esgrima La Plata 3:0 Fernando Cavenaghi 2, Esteban Fuertes 7, Andrés D’Alessandro 80                                                     |
| 22 czerwca 2003 | Talleres Córdoba – Boca Juniors 3:1 Emanuel Perrone 7, César Osvaldo La Paglia 12k, Claudio Daniel González 22 – Matías Silvestre 38                              |

### Clausura 18
| Data            | Mecz |
| --------------- | --- |
| 27 czerwca 2003 | Racing Club – Chacarita Juniors 2:2 Patricio David Arce 27, Ángel Roberto Amarilla 46 – Mariano Mignini 6, Matías Emilio Delgado 14                                                            |
| 28 czerwca 2003 | Banfield – Rosario Central 0:0 |
| 28 czerwca 2003 | San Lorenzo de Almagro – Talleres Córdoba 2:2 Damián Óscar Luna 2, Gonzalo Rodríguez 37 – Javier Alejandro Lux 17, Germán Real 93                                                              |
| 29 czerwca 2003 | Vélez Sarsfield – Estudiantes La Plata 0:1 José Ernesto Sosa 27 |
| 29 czerwca 2003 | Boca Juniors – Independiente 3:1 Miguel Eduardo Caneo 38, José María Calvo 49, Héctor Bracamonte 75 – Emanuel Rivas 86                                                                         |
| 29 czerwca 2003 | Unión Santa Fe – Nueva Chicago 1:3 Luciano Leguizamón 77 – Cristian Gonzalo García 29, Ariel Carreño 48, Diego Ceballos 74 mecz przerwany w 87 minucie z powodu incydentów, wynik pozostawiono |
| 29 czerwca 2003 | Lanús – Arsenal Sarandí 0:1 Cristian Osvaldo Álvarez 11 |
| 29 czerwca 2003 | Newell’s Old Boys – CA Colón 0:2 Ismael Blanco 31, César Andrés Carignano 74 |
| 29 czerwca 2003 | Gimnasia y Esgrima La Plata – Huracán 2:0 Lucas Lobos 36, Claudio Enría 88 |
| 29 czerwca 2003 | Olimpo Bahía Blanca – River Plate 0:2 Víctor Eduardo Zapata 80, Diego Armando Barrado 86 |

### Clausura 19
| Data              | Mecz |
| ----------------- | --- |
| 4 lipca 2003      | Arsenal Sarandí – Gimnasia y Esgrima La Plata 0:0 |
| 5 lipca 2003      | Chacarita Juniors – Newell’s Old Boys 1:2 Miguel Ángel Sebastián Romero 17 – Jorge Nicasio Torres 34, Edgardo Adinolfi 44                                     |
| 5 lipca 2003      | Independiente – San Lorenzo de Almagro 0:1 Celso Esquivel 36                                                                                                  |
| 5 lipca 2003      | Talleres Córdoba – Lanús 1:1 Germán Real 30 – Eduardo Bustos Montoya 28                                                                                       |
| 5 lipca 2003      | CA Colón – Vélez Sarsfield 1:0 Guillermo Sergio Imhoff 1 |
| 5 lipca 2003      | Nueva Chicago – Banfield 0:3 Jorge Cervera 6, 48, Javier Sanguinetti 20                                                                                       |
| 6 lipca 2003      | River Plate – Racing Club 1:3 Fernando Cavenaghi 63 – Sebastián Ariel Romero 28, Martín Ariel Vitali 42, Milovan Mirosevic 74                                 |
| 6 lipca 2003      | Estudiantes La Plata – Unión Santa Fe 2:0 Ezequiel Maggiolo 11, Ernesto Farías 41                                                                             |
| 6 lipca 2003      | Huracán – Olimpo Bahía Blanca mecz przerwany w 75 minucie przy stanie 0:0, dokończony 11 listopada 2003                                                       |
| 6 lipca 2003      | Rosario Central – Boca Juniors 7:2 César Fabián Delgado 9, Luciano Figueroa 13, 20, 52, 83, 85, Mariano Messera 34 – Jonathan Fabbro 70, Héctor Bracamonte 87 |
| 11 listopada 2003 | Huracán – Olimpo Bahía Blanca 0:1 Alejandro Delorte dokonczenie pozostałych 15 minut z dnia 6 lipca 2003                                                      |

### Tabela końcowa Clausura 2002/03
| Poz | Klub                         | Mecze | Zw | Rem | Por | Pkt | BrZd | BrStr |
| --- | ---------------------------- | ----- | -- | --- | --- | --- | ---- | ----- |
| 1   | River Plate                  | 19    | 13 | 4   | 2   | 43  | 43   | 18    |
| 2   | Boca Juniors                 | 19    | 12 | 3   | 4   | 39  | 36   | 23    |
| 3   | CA Vélez Sarsfield           | 19    | 12 | 2   | 5   | 38  | 27   | 12    |
| 4   | Rosario Central              | 19    | 10 | 7   | 2   | 37  | 40   | 18    |
| 5   | Olimpo Bahía Blanca          | 19    | 9  | 4   | 6   | 31  | 22   | 17    |
| 6   | CA Colón                     | 19    | 7  | 8   | 4   | 29  | 19   | 14    |
| 7   | San Lorenzo de Almagro       | 19    | 8  | 5   | 6   | 29  | 27   | 28    |
| 8   | Estudiantes La Plata         | 19    | 7  | 7   | 5   | 28  | 24   | 18    |
| 9   | Nueva Chicago Buenos Aires   | 19    | 7  | 5   | 7   | 26  | 29   | 33    |
| 10  | Gimnasia y Esgrima La Plata  | 19    | 7  | 5   | 7   | 26  | 21   | 26    |
| 11  | Racing Club de Avellaneda    | 19    | 6  | 7   | 6   | 25  | 26   | 24    |
| 12  | Club Atlético Lanús          | 19    | 7  | 4   | 8   | 25  | 27   | 29    |
| 13  | CA Banfield                  | 19    | 6  | 5   | 8   | 23  | 18   | 20    |
| 14  | Arsenal Sarandí Buenos Aires | 19    | 4  | 10  | 5   | 22  | 12   | 13    |
| 15  | Newell’s Old Boys            | 19    | 5  | 7   | 7   | 22  | 21   | 26    |
| 16  | Talleres Córdoba             | 19    | 5  | 6   | 8   | 21  | 23   | 26    |
| 17  | Independiente                | 19    | 4  | 6   | 9   | 18  | 13   | 25    |
| 18  | Unión Santa Fe               | 19    | 4  | 5   | 10  | 17  | 18   | 29    |
| 19  | Chacarita Juniors            | 19    | 2  | 5   | 12  | 11  | 11   | 24    |
| 20  | CA Huracán                   | 19    | 1  | 3   | 15  | 6   | 12   | 46    |

### Klasyfikacja strzelców bramek
| Gole | Piłkarz                  | Klub                |
| ---- | ------------------------ | ------------------- |
| 17   | Luciano Figueroa         | Rosario Central     |
| 15   | Roberto Nanni            | CA Vélez Sarsfield  |
| 12   | Fernando Cavenaghi       | River Plate         |
| 11   | Cristian Gastón Castillo | Olimpo Bahía Blanca |

### Tablica spadkowa na koniec turnieju Clausura 2002/03
| Poz | Klub                         | 2000/01 pkt/m | 2001/02 pkt/m | 2002/03 pkt/m | Razem pkt/mecze | Średnia |
| --- | ---------------------------- | ------------- | ------------- | ------------- | --------------- | ------- |
| 1   | River Plate                  | 78/38         | 84/38         | 79/38         | 241/114         | 2.1140  |
| 2   | Boca Juniors                 | 71/38         | 68/38         | 79/38         | 218/114         | 1.9123  |
| 3   | San Lorenzo de Almagro       | 81/38         | 57/38         | 56/38         | 194/114         | 1.7018  |
| 4   | CA Vélez Sarsfield           | 56/38         | 48/38         | 66/38         | 170/114         | 1.4912  |
| 5   | Gimnasia y Esgrima La Plata  | 55/38         | 64/38         | 46/38         | 165/114         | 1.4474  |
| 6   | CA Colón                     | 49/38         | 56/38         | 57/38         | 162/114         | 1.4211  |
| 7   | Racing Club de Avellaneda    | 40/38         | 68/38         | 53/38         | 161/114         | 1.4123  |
| 8   | Olimpo Bahía Blanca          | 0/0           | 0/0           | 51/38         | 51/38           | 1.3421  |
| 9   | Estudiantes La Plata         | 56/38         | 51/38         | 43/38         | 150/114         | 1.3158  |
| 10  | Newell’s Old Boys            | 48/38         | 51/38         | 49/38         | 148/114         | 1.2982  |
| 11  | Arsenal Sarandí Buenos Aires | 0/0           | 0/0           | 49/38         | 49/38           | 1.2895  |
| 12  | Club Atlético Lanús          | 43/38         | 51/38         | 51/38         | 145/114         | 1.2719  |
| 13  | CA Banfield                  | 0/0           | 48/38         | 48/38         | 96/76           | 1.2632  |
| 14  | Chacarita Juniors            | 56/38         | 47/38         | 41/38         | 144/114         | 1.2632  |
| 15  | Independiente                | 42/38         | 41/38         | 61/38         | 144/114         | 1.2632  |
| 16  | Rosario Central              | 41/38         | 40/38         | 62/38         | 143/114         | 1.2544  |
| 17  | Talleres Córdoba             | 61/38         | 30/38         | 44/38         | 135/114         | 1.1842  |
| 18  | Nueva Chicago Buenos Aires   | 0/0           | 48/38         | 41/38         | 89/76           | 1.1711  |
| 19  | Unión Santa Fe               | 46/38         | 38/38         | 40/38         | 124/114         | 1.0877  |
| 20  | CA Huracán                   | 55/38         | 44/38         | 17/38         | 116/114         | 1.0175  |

## Sumaryczna tabela sezonu 2002/03
Tabela ma znaczenie nie tylko statystyczne. Na jej podstawie wyznaczane są kluby, które reprezentować będą Argentynę w dwóch największych klubowych turniejach południowoamerykańskich Copa Libertadores i Copa Sudamericana.
| Poz | Klub                         | Mecze | Zw | Rem | Por | Pkt | BrZd | BrStr |
| --- | ---------------------------- | ----- | -- | --- | --- | --- | ---- | ----- |
| 1   | River Plate                  | 38    | 24 | 7   | 7   | 79  | 78   | 41    |
| 2   | Boca Juniors                 | 38    | 24 | 7   | 7   | 79  | 68   | 38    |
| 3   | CA Vélez Sarsfield           | 38    | 20 | 6   | 12  | 66  | 50   | 31    |
| 4   | Rosario Central              | 38    | 17 | 11  | 10  | 62  | 76   | 52    |
| 5   | Independiente                | 38    | 17 | 10  | 11  | 61  | 61   | 44    |
| 6   | CA Colón                     | 38    | 14 | 15  | 9   | 57  | 45   | 40    |
| 7   | San Lorenzo de Almagro       | 38    | 15 | 11  | 12  | 56  | 55   | 53    |
| 8   | Racing Club de Avellaneda    | 38    | 14 | 11  | 13  | 53  | 54   | 52    |
| 9   | Club Atlético Lanús          | 38    | 13 | 12  | 13  | 51  | 48   | 53    |
| 10  | Olimpo Bahía Blanca          | 38    | 14 | 9   | 15  | 51  | 42   | 47    |
| 11  | Arsenal Sarandí Buenos Aires | 38    | 11 | 16  | 11  | 49  | 41   | 38    |
| 12  | Newell’s Old Boys            | 38    | 12 | 13  | 13  | 49  | 44   | 48    |
| 13  | CA Banfield                  | 38    | 12 | 12  | 14  | 48  | 39   | 37    |
| 14  | Gimnasia y Esgrima La Plata  | 38    | 11 | 13  | 14  | 46  | 39   | 50    |
| 15  | Talleres Córdoba             | 38    | 10 | 14  | 14  | 44  | 46   | 53    |
| 16  | Estudiantes La Plata         | 38    | 11 | 10  | 17  | 43  | 45   | 54    |
| 17  | Nueva Chicago Buenos Aires   | 38    | 10 | 11  | 17  | 41  | 48   | 61    |
| 18  | Chacarita Juniors            | 38    | 11 | 8   | 19  | 41  | 30   | 45    |
| 19  | Unión Santa Fe               | 38    | 10 | 10  | 17  | 40  | 44   | 57    |
| 20  | CA Huracán                   | 38    | 3  | 8   | 27  | 17  | 29   | 88    |

Kluby, które zakwalifikowały się do Copa Libertadores 2004:
- Boca Juniors – jako obrońca tytułu
- Independiente – jako mistrz Argentyny turnieju Apertura
- River Plate – jako mistrz Argentyny turnieju Clausura
- Vélez Sarsfield oraz Rosario Central – na podstawie tabeli sumarycznej

Kluby, które zakwalifikowały się do Copa Sudamericana 2003:
- San Lorenzo de Almagro – jako obrońca tytułu
- River Plate i Boca Juniors – na zaproszenie
- Vélez Sarsfield, Rosario Central, Independiente i CA Colón – na podstawie tabeli sumarycznej

## Baraże o utrzymanie się w lidze

### Pierwsze mecze
| Data         | Mecz                                                               |
| ------------ | ------------------------------------------------------------------ |
| 9 lipca 2003 | Argentinos Juniors – Nueva Chicago Buenos Aires 0:1 Diego Ceballos |
| 9 lipca 2003 | San Martín Mendoza – Talleres Córdoba 0:1 Claudio Daniel González  |

### Rewanże
| Data          | Mecz                                                                     |
| ------------- | ------------------------------------------------------------------------ |
| 13 lipca 2003 | Nueva Chicago Buenos Aires – Argentinos Juniors 2:0 Jonathan Santana (2) |
| 13 lipca 2003 | Talleres Córdoba – San Martín Mendoza 1:0 Germán Real                    |

Oba zespoły pierwszoligowe, Nueva Chicago Buenos Aires i Talleres Córdoba, wygrały swoje baraże i utrzymały się w pierwszej lidze.